# Diane de Polignac
Diane Louise Augustine de Polignac (14 de octubre de 1746 o 18 de agosto de 1748-1817) fue una cortesana y escritora francesa. Sirvió como dama de honor de la princesa Isabel de Francia desde 1778 hasta 1789.

## Biografía

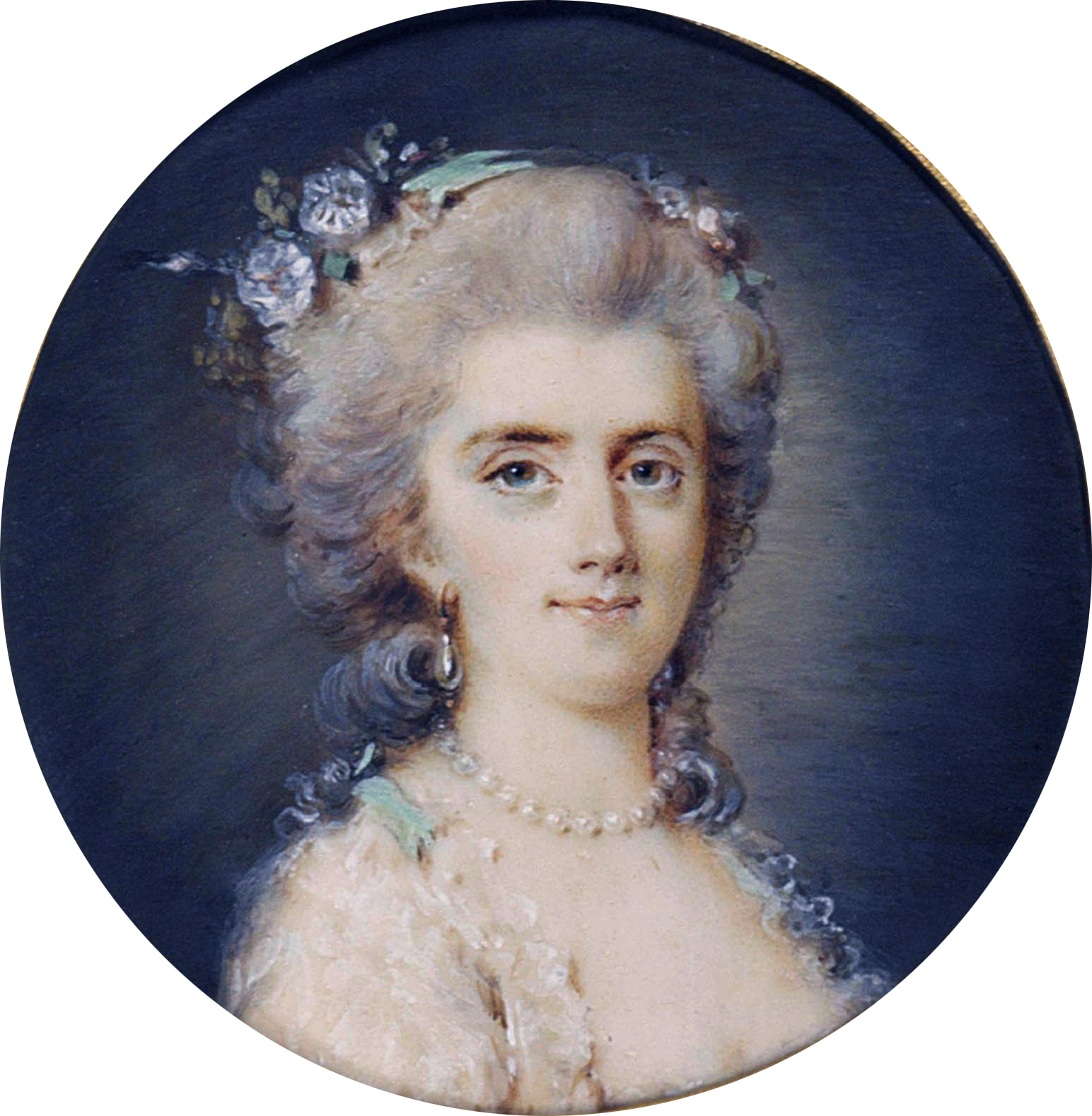
Retrato de Diane de Polignac, atribuido a Claude Hoin.

Fue hija de Louis Héracle Armand, marqués de Polignac, y Diane Adélaïde Zéphirine de Mancini. A través de su hermano Jules, I duque de Polignac, fue cuñada de Yolande de Polastron. Contrajo matrimonio con Jean Thérèse Louis de Beaumont d'Autichamp, marqués de Autichamp (1738-1831), con quien tuvo un hijo, Edmond de Villeroy (1781-1805). 
Introducida en la corte durante el reinado de Luis XV, Diane sirvió como dama de compañía de la condesa de Artois desde 1774 hasta 1778 y como dama de honor de la princesa Isabel de Francia desde el 7 de mayo de 1778 hasta 1789. Descrita como una mujer tímida pero inteligente y con un sentido del humor sarcástico, no gozaba de la simpatía de María Antonieta, si bien era considerada la fuerza conductora del denominado "Clan Polignac", el cual obtuvo múltiples favores gracias a la posición ostentada por la condesa de Polignac, favorita de la reina.
Diane emigró al igual que el resto de la familia Polignac tras el estallido de la Revolución francesa, estableciéndose en San Petersburgo, donde murió en 1817.

## Obras
- Diane de Polignac (1789) - Journal d'Italie et de Suisse.

- Diane de Polignac (1796) - Mémoires sur la vie de la duchesse de Polignac.